# Ermindo Onega
Ermindo Onega (30 d'abril de 1940 - 21 de desembre de 1979) fou un futbolista argentí.

## Selecció de l'Argentina
Va formar part de l'equip argentí a la Copa del Món de 1966.